# Wilf Stevenson
 (septembre 2021).
Pour les articles homonymes, voir Stevenson.
Robert Wilfrid « Wilf » Stevenson, baron Stevenson de Balmacara (né le 19 avril 1947) est un pair travailliste et ancien conseiller de Gordon Brown.

## Jeunesse
Stevenson est le fils de James Alexander Stevenson et Elizabeth Anne Stevenson (née Macrae).
Stevenson fait ses études à l'Académie d'Édimbourg, à l'époque un internat indépendant pour garçons (maintenant un externat mixte), dans la ville d'Édimbourg en Écosse, puis à l'University College de l'Université d'Oxford, où il obtient une maîtrise en Sciences naturelles (chimie) et à Napier Polytechnic (ACCA).

## Carrière
Il est agent de recherche à l'Association des étudiants de l'Université d'Édimbourg de 1970 à 1974; secrétaire du Napier College, Édimbourg, de 1974 à 1987; directeur adjoint de 1987à 1988 puis directeur de 1988 à 1997. Il est directeur du Smith Institute de 1997 à 2008. Il est gouverneur de école Prestwood Lodge depuis 2008 et conseiller principal en politiques au Cabinet du Premier ministre de 2008 à 2010.
Stevenson est créé pair à vie le 13 juillet 2010 en prenant le titre de baron Stevenson de Balmacara, de Little Missenden dans le comté de Buckinghamshire.
Il est whip de l'opposition depuis 2011.

## Famille
Il est marié en 1972, à Jennifer Grace Antonio (mariage dissous en 1979), et en 1991, à Elizabeth Ann Minogue, dont il a un fils, Tobin, et deux filles, Iona et Flora.